# Pseudosymmachia callosiceps
Pseudosymmachia callosiceps är en skalbaggsart som beskrevs av Frey 1972. Pseudosymmachia callosiceps ingår i släktet Pseudosymmachia och familjen Melolonthidae. Inga underarter finns listade i Catalogue of Life.